# 大宮SK
大宮SK是在2002年12月傑尼斯事務所的人氣團體「嵐」的演唱會上突然出現的謎樣的兩人組。

## 概要
- 所屬於傑尼斯事務所偶像團體「嵐」的成員，大野智與二宮和也在2002年12月結成一個自稱「隙間產業中的偶像二人組」，展現昭和的偶像風、超現實的歌與舞蹈 。
- 在2002年12月舉行的嵐的演唱會「新嵐 ATARASHI-ARASHI Tour」（名古屋Rainbow Hall）初登場以後，偶爾在嵐的演唱會登場。
- 二人組的組名「大宮SK」為大野智所命名，除了「大宮SK」以外還有「混血兒&左撇子（ハーフ&レフト）」以及「大宮智和」「嘉年華ZX」之類的備用團名。
- 原本是期間限定所組成的二人組，但因為大野智所設計的「大宮SK」的衣服比嵐的開場服裝還貴，所以只好繼續活動下去。

## 人物特徵
- 大Sタカ（大野智）：穿著紅色和金色的無袖上衣（胸前寫著大大的「S」）以及短褲，紅線的高筒襪，戴著紅色的護腕套、有著大紅色羽毛的頭巾、飛行員式的太陽眼鏡。
- 宮Kユウジ（二宮和也）：與大S顏色不一樣、藍色與銀色為主要顏色。無袖上衣的胸前寫著大大的「K」。

## 主要活動、年表
- 2002年12月 - 2003年1月 「ARASHI STORM CONCERT 2002 新嵐 ATARASHI ARASHI」

表演出道曲「O.M.S.K.S」。
- 2003年8月 - 9月　「USO!?Japan special summer ARASHI 2003 How's it going?」

節目裡相葉雅紀為司儀的Count Down（カウントダウン）單元「ズキューンバズーカ」中，大宮SK的歌曲「ズキューンバズーカ」榮登第1名。壓過嵐的「A・RA・SHI」獲得第1名被認為是大宮SK對相葉的賄賂產生效果。當時播放了第3名「O.M.S.K.S」的VTR，現場表演第1名的「ズキューンバズーカ」。該演唱會的最終公演裡，在MC中公開了松本潤、相葉雅紀、櫻井翔各自個人曲的影像。
- 2003年12月 - 2004年1月　「WINTER CONCERT 2003-2004 〜LIVE IS HARD だから HAPPY〜」

大宮SK的Manner（マナー）VTR在公演前上映。客座演出為櫻井翔（企劃、劇本也是）。在大阪公演的MC，踢罐子中突如其來就現身的事也是。
- 2005年7月 - 8月　「嵐 LIVE 2005 "One" SUMMER TOUR」

表演了「はちゃめちゃテンガロン」。唱完歌後，表演了不知為何的絕招之後離開。有關於絕招的部份，請參照下記項目。
- 2006年7月 - 8月　「嵐 SUMMER TOUR 2006 “ARASHIC ARACHIC ARASICK Cool&Soul”」

表演「千年メドレー」。演唱會前半有忠實重現少年隊 PLAY ZONE「MASK」的東山紀之個人「千年メドレー」舞者（兩個黑人）的舞蹈。但是觀眾的理解度過低，於是後半改為大野或二宮跳Jr.時代跳過的V6、KinKi Kids的組曲。原本預定要整M.A.D.或大S，結果演變成大宮SK被工作人員整。
- 2006年1月29日 - 2月26日　大野智個人演唱會「Extra Storm in Winter '06 "2006×お年玉／嵐=3104円（サトシ）" 」中二人一起以VTR演出。
- 2006年9月16日-在台灣正式海外出道。表演的是「ズキューンバズーカ」的中文版。
- 2007年1月3日 - 1月8日　「嵐凱旋記念公演 ARASHI AROUND ASIA」

表演「ズキューンバズーカ」的中文版。同時也在最終公演中成功表演了新絕招「ダッシュドッキング」。
- 2007年4月21日-「嵐凱旋記念最終公演 ARASHI AROUND ASIA+in Dome」

這回為VTR演出。
- 2008年-於「ARASHI Marks2008 Dream-A-live」登場。

5月16日、18日-在大阪巨蛋。
5月31日-在名古屋巨蛋登場。在大野智的「稍微介紹一下FREESTYLE」VTR中演出之後，登上舞台並做了表演。曲目為叫做「大宮skoshi」的神轎之歌。
6月14日-在東京巨蛋登場。ユウジ說「不是手越（tegoshi）是神轎（mikoshi）喔（手越じゃないよ神輿だよ）」的時候還出了腳痛的意外。
6月18、19日　在福岡Yahoo! JAPAN巨蛋登場。19日的公演中交換了睽違數年的Final Love（R指定）。大Sタカ還發生了Kazoo樂器（バズーカ）下端脫落的插曲。
7月5、6日-在札幌巨蛋登場。表演了絕招－鋼之腹肌肉和乳頭撥號（ダイヤル）以及乳頭重撥號（リダイヤル），並且發表了解散宣言。
- 2012年9月20日於國立舉行"ARAFES"演唱會中大宮SK復活。
- 2020年11月3日於線上演唱會“ARAFES 2020 at 國立”再次復活，並演唱新曲。

## 軼事
- 原本是在嵐的演唱會上說到如果兩個人一組的話要做什麼，而大野智在知道要和二宮和也同組時，覺得和二宮沒有辦法一起認真跳舞，順著情勢就組成了大宮SK。
- 大宮SK在每年嵐的巡迴演出前，兩個人一起用鬼腳圖（阿彌陀籤）決定是否要在嵐的演唱會上登場。
- 因為過於無聊而惹火了事務所的高層，2003年以後有一陣子沒有見到他們的身影。在2005年的夏季演場會復活。
- 雖然一開始戴了在2005年「嵐 LIVE 2005 One SUMMER TOUR」大阪城Hall演唱會開演前30分鐘買到的飛行員型太陽眼鏡，這隻初登場不久的太陽眼鏡卻因為被宮Kユウジ（二宮和也）弄壞而造成令人嘆息的結果。
- 2006年9月16日在台灣演唱會完成海外出道，卻因為太過於受歡迎而受到團員抱怨「（演唱會中）比嵐登場的時候歡呼聲來得更大」。在那時表演的曲目是ズキューンバズーカ的中文版。
- 2012年1月4日於大阪巨蛋舉行"ARASHI LIVE TOUR Beautiful World"演唱會。MC中,大野、二宮兩人開始大宮SK話題,指出可能會打算復活大宮SK,並有創新舞步和新衣服。(大宮SK的表演服裝已有八年歷史。)
- 2012年9月20日於國立舉行"ARAFES"演唱會中大宮SK復活。
- 2020年11月3日CD出道日當天，於“ARAFES 2020 at 國立”再次復活，由宮Kユウジ舉著聖火出場，傳遞給大Sタカ，兩人試圖點燃國立競技場的聖火台，並在傳遞過程中演唱了睽違已久的新曲「希望の証」，最後則因為租借場地並非大宮SK而是嵐為由，被國立的外國人警衛給趕了下去。之後五人在演唱會中途的MC閒聊表示，大宮SK也成為只在ARAFES出現的限定表演了。

## 作品
- 1.O.M.S.K.S
- 2.スキューンバズーカ　(作詞：宮K)
- 3.はちゃめちゃテンガロン　(作詞/作曲：宮K)
- 4.大宮SKOSHI
- 5.千年メドレー
- 6.MIKOSHIBOY (作詞:大宮SK)
- 7.希望の証

## 絕招
在演唱會上表演數次的只有這兩人才會的絕招。
- 肌肉全壘打 (筋肉ホームラン)
- 鋼鐵乳頭 (鉄のちくび)
- 鋼鐵脛毛 (鋼のすね毛)
- 鋼鐵腹肌 (鋼の腹筋)
- 跳躍閃光 (Jumping Flash / ジャンピングフラッシュ)
- 滾動男孩 (Rolling Down Boy / ローリングダウンボーイ)
- Summer Spot (サマースポット)
- Final Love（R指定） (ファイナルラブ)
- 溶解蛋的聲音 (卵を溶く音)
- 溶解鵪鶉蛋的聲音（大S的絕招） (うずらの卵を溶く音)
- Dash Docking (ダッシュドッキング)
- 乳頭轉盤 (乳首ダイヤル)
- 乳頭迴轉盤 (乳首リダイヤル)

等等

## 相關連結
- 嵐
- 大野智
- 二宮和也